# Chelsea Bridge
Le Chelsea Bridge est un pont suspendu ancré pour le trafic entre le nord et le sud de la Tamise à Londres, entre Grosvenor Bridge et l'Albert Bridge. Le pont a été dessiné par G. Topham Forest et a été ouvert le 6 mai 1937, remplaçant un ancien pont suspendu sur le même lieu.
Le pont original était un pont suspendu de 700 pieds dessinés avec une travée principale de 350 pieds dessiné par Thomas Page, construit en 1851 et ouvert le 28 mars 1858. Le pont a été conçu au même moment et comme un complément du Battersea Park. C'était un pont-péage jusqu'en 1879.
Le pont est situé au point de rencontre des boroughs de Kensington et Chelsea, Wandsworth et Westminster. Sur la rive nord, le pont forme la frontière entre Pimlico, dans les environs de Westminster à l'est, et Chelsea à l'ouest ; l'hôpital royal de Chelsea se trouve immédiatement au nord ouest. Dans la rive sud se trouve Nine Elms à l'est et Battersea à l'ouest. Battersea Power Station est directement au sud-est du pont et Battersea Park au sud-ouest.

## Contexte

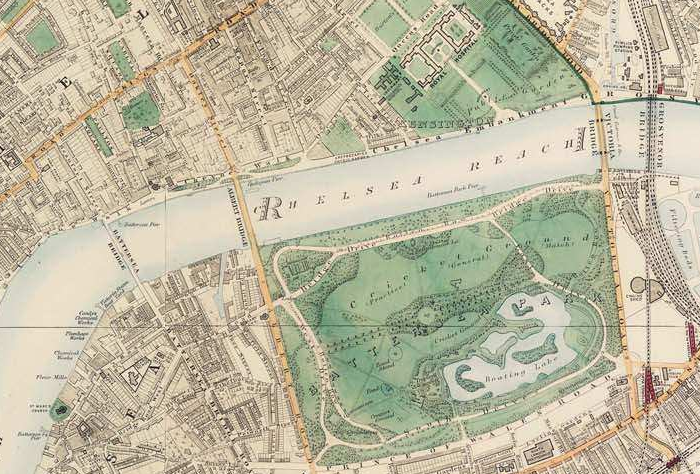
Chelsea et Battersea Park en 1891, avec de gauche à droite l'ancien pont de Battersea, Albert Bridge, Victoria Bridge et Grosvenor Railway Bridge.

La Red House Inn était une auberge isolée sur la berge sud de la Tamise, dans les marécages de Battersea Fields, à environ 2 kilomètres à l’est des fermes de Battersea. À l’écart de toute route majeure, son isolation et le manque de contrôles policiers en font une destination populaire pour les habitants de Londres et de Westminster, attirés par les combats de chiens les dimanches, ainsi que les combats de boxe à mains nues et les courses de chevaux illégales,. Le voyage se faisait en bachot. De par l’inapplication des lois qui y régnait, Battersea Fields était également le lieu idéal pour les duels, et a été le théâtre du duel en 1829 entre le premier ministre de l'époque, Arthur Wellesley, duc de Wellington, et George Finch-Hatton, comte de Winchilsea.
La ville de Chelsea, sur la rive nord de la Tamise à environ 5 kilomètres à l’ouest de Westminster, était un centre industriel important. Bien qu’au XIXe siècle son rôle central dans l’industrie britannique de la porcelaine ait été supplanté par les Midlands de l'Ouest, son emplacement le long du fleuve et la qualité des routes en font un centre important de fabrication de biens pour Londres, capitale du royaume qui grandit très rapidement.
La Chelsea Waterworks Company occupait un site sur la berge nord de la Tamise, en face de la Red House Inn. Créée en 1723, l’entreprise pompait l’eau de la Tamise jusqu’à des réservoirs près de Westminster grâce à un réseau de troncs d’ormes creux. À mesure que Londres s’étend vers l’ouest, les campagnes environnantes sont chaque jour plus habitées, et la pollution gagne la Tamise, à coups d’eaux usées et de cadavres d’animaux. En 1852, le Parlement interdit le pompage de l’eau de la Tamise en aval de Teddington, ce qui oblige la Chelsea Waterworks Company à déménager plus en amont, vers Seething Wells.
À partir de 1771, Battersea et Chelsea étaient reliés par un modeste pont en bois, le pont de Battersea. Alors que Londres continue à grandir avec l’arrivée du chemin de fer, Chelsea devient surpeuplée, et en 1842, la Commission of Woods, Forests, and Land Revenues préconise la construction d’une digue à Chelsea pour libérer de nouveaux terrains, et propose la construction d’un nouveau pont, en aval du pont de Battersea, et le remplacement de pont de Battersea par une structure plus moderne.

### Battersea Park
Au début des années 1840, Thomas Cubitt et James Pennethorne avaient proposé un plan pour utiliser 152 400 tonnes de pierres et de terre d’une excavation du Royal Victoria Dock pour remblayer les marécageux Battersea Fields, et créer un grand parc public à l’usage de la population grandissante de Chelsea,,. En 1846, les commissaires des Bois et Forêts achètent la Red House Inn et 200 acres de terres autour, et le travail commence pour ce qui deviendra le Battersea Park. Il était prévu que l’ouverture du parc augmenterait fortement le volume du trafic des traversées de la Tamise à cet endroit, accentuant la tension sur le Pont de Battersea, en cours de démantèlement.
Par conséquent, une décision du Parlement en 1846 autorise la construction d’un nouveau pont à péage à l’emplacement d’un ancien gué, exactement 1,6 kilomètre en aval du pont de Battersea. La route au sud du pont longe le parc, et celle au nord parcourt le site de Chelsea Waterworks Company, de Sloane Square jusqu’au nouveau pont. Bien que plusieurs ponts à péage aient déjà été construits et dirigés par des entreprises, le nouveau pont doit être administré par le gouvernement britannique, sous le contrôle de la Metropolitan Improvement Commission. Des protestations s’élèvent au Parlement de la part des radicaux, qui refusent que le gouvernement réalise des profits grâce à un pont à péage. Il est convenu qu’une fois les frais de construction remboursés, le pont deviendrait gratuit.

## Victoria Bridge (ancien nom de Chelsea Bridge)
L’ingénieur Thomas Page est choisi pour construire le pont, et il présente à la Metropolitan Improvement Commission plusieurs modèles, parmi lesquels un pont en pierre de sept travées, un pont à arche de fer à cinq travées, ou encore un pont suspendu. La commission sélectionne le modèle d’un pont suspendu, et les travaux commencent en 1851 sur le nouveau pont, qui doit s’appeler Victoria Bridge.

### Design et construction

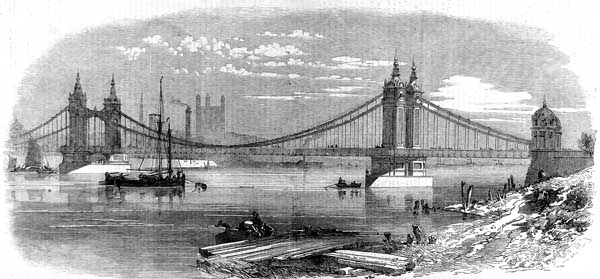
Victoria Bridge vu de Battersea en 1858, peu après son ouverture. Chelsea Old Church est visible à l'arrière-plan.

Thomas Page dessine un pont suspendu typique de l’époque, qui consiste en un tablier en fer forgé, avec quatre pylônes de 30 mètres en fonte qui portent des câbles de retenue, qui à leur tour supportent le poids du pont,. Les pylônes reposent chacune sur deux madriers et des pilastres en fonte. Les pylônes passent à travers le tablier, ce qui signifie que la route est plus étroite de 2,1 mètres lorsqu’elle passe entre les tours par rapport au reste du pont. Bien que les travaux aient débuté en 1851, le déménagement de la Chelsea Waterworks Company à Seething Wells ne se termine qu’en 1856, ce qui provoque un fort retard dans la construction du pont. De plus, les structures de fer en provenance d'Édimbourg ne parviennent à destination qu’en 1856.

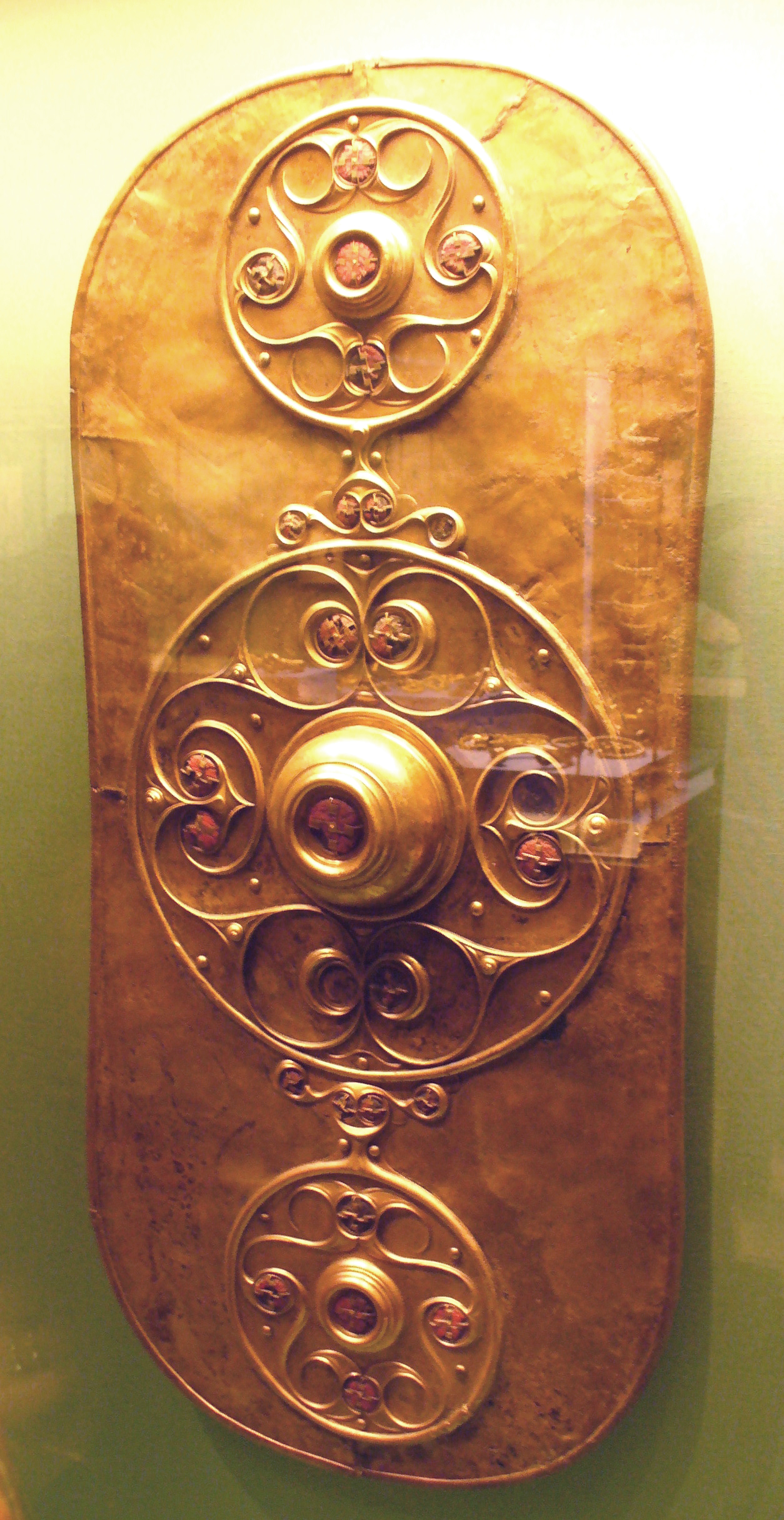
Le Bouclier de Battersea, Londres, British Museum

Le Victoria Bridge fait 214 mètres de longueur avec une travée centrale haute de 101 mètres. La route est large de 9,8 mètres, avec un trottoir de chaque côté de 2,3 mètres, soit une largeur totale de 14 mètres. Des grandes lampes sont placées aux sommets des quatre tours, qui ne sont allumées que lorsque la reine Victoria passe la nuit à Londres. La date de construction est inscrite sur la travée centrale, ainsi que les mots « Gloria Deo in Excelsis » (« Gloire à Dieu dans sa magnificence »). Sept années ont été nécessaires pour que le pont voie le jour, pour un coût final de 90 000 £ (6,88 millions £ en 2012 avec correction de l’inflation). Les droits de passage controversés étaient perçus dans des maisons octogonales en pierre, à chaque extrémité du pont.
Comme pendant la construction du Pont de Battersea peu de temps avant, les ouvriers découvrent d’importantes quantités d’armes romaines et celtes, et des squelettes dans le lit de la Tamise. Ceci conduit de nombreux historiens à considérer le site comme le lieu de la traversée de la Tamise par Jules César, en 54 av. J.-C., pendant l’invasion de la Bretagne. Le plus bel objet retrouvé est le Bouclier de Battersea, bouclier celte émaillé et en bronze, de La Tène.

### Ouverture
Le 31 mars 1858, la reine Victoria, accompagnée de deux de ses filles, en route pour l’ouverture officielle du Battersea Park, traverse le nouveau pont, le déclare officiellement ouvert, et le nomme Victoria Bridge. Il est ouvert au public trois jours plus tard, le 3 avril 1858. Son design est acclamé par les critiques, venant en particulier du Illustrated London News.
Peu après son ouverture, des préoccupations naissent à propos de la sécurité du pont. Après une inspection de John Hawkshaw et Edwin Clark en 1861, un câble de traction supplémentaire de support est ajouté de chaque côté. Malgré ce renforcement, les inquiétudes continuent concernant cette fois sa solidité, et un poids limite de cinq tonnes est imposé. Au même moment, le pont change de nom pour s’appeler Chelsea Bridge, car le gouvernement est préoccupé par sa fiabilité, et veut éviter d’associer le nom de la reine avec une potentielle catastrophe.

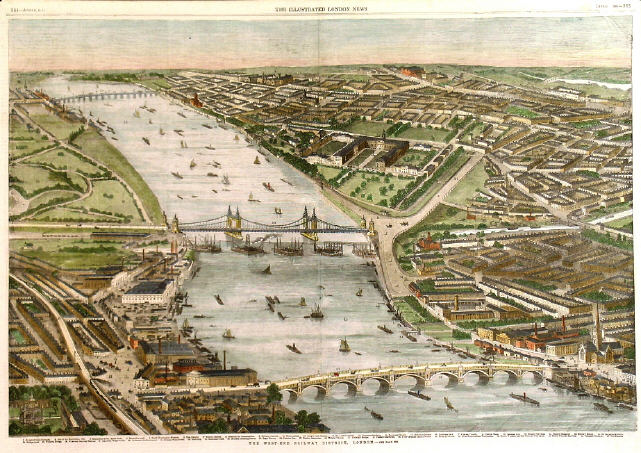
Les ponts de Battersea (en haut), de Victoria (au centre) et de Vauxhall (en bas), en 1859

Bien que régulièrement emprunté par la population, le pont reste impopulaire, à cause de l’obligation de payer pour le traverser. Le 4 juillet 1857, presque un an après son ouverture, une manifestation contre cette taxe rassemble 6 000 personnes. Le Parlement s’inquiète que les ouvriers pauvres de Chelsea, qui n’ont pas de parc à leur disposition, ne puissent s’offrir le droit de passage pour le nouveau parc de Battersea. En réponse à la pression populaire, peu après que le pont ait ouvert, le Parlement le déclare gratuit tous les dimanches, et en 1875, il devient aussi gratuit pendant les vacances. De plus, comme les lumières principales n’étaient allumées que lorsque la reine Victoria était à Londres, le pont est peu emprunté pendant la nuit. Malgré cela, le Battersea Park est extrêmement populaire, surtout les installations sportives. Le 6 janvier 1864, le parc accueille le premier match officiel de football.

### La fin des taxes de passage
En 1873, le pont privatisé Albert Bridge ouvre, situé entre Chelsea Bridge et le pont de Battersea. Bien qu’il ne soit pas aussi fréquenté qu’attendu et qu’il connaisse des difficultés financières pour n’avoir pas attiré assez d’usagers du Chelsea Bridge, il cause tout de même une brusque baisse de fréquentation au Chelsea Bridge. En 1877, le Metropolis Toll Bridges Act est voté, qui autorise le Metropolitan Board of Works à acheter tous les ponts de Londres, entre le pont de Hammersmith et Waterloo Bridge, et à les rendre gratuits. La propriété du Chelsea Bridge est ainsi transférée au Metropolitan Board of Works en 1877 pour le prix de 75 000 £ (soit 4,93 millions de £, avec inflation corrigée). Le 24 mai 1879, le Prince de Galles, Édouard VII, lors d’une courte cérémonie, déclare gratuits Chelsea Bridge, le pont de Battersea et Albert Bridge, après quoi une parade de Chelsea pensioners traverse le pont jusqu’à Battersea Park,.
Au début du XXe siècle, Chelsea Bridge se trouve dans un état délabré. Il se révèle incapable de supporter le volume croissant de sa fréquentation, inhérent à l’extension de Londres et à la popularité croissante de l’automobile : entre 1914 et 1929, le trafic quotidien double presque, passant de 6500 véhicules par jour, à 12600 par jour. De plus, des parties de la structure commencent à se relâcher, et en 1922 les amortissements dorés en haut des pylônes doivent être retirés de peur qu’ils ne tombent,. L’opinion publique se désintéresse complètement des architectures de style victorien, et Chelsea Bridge devient un modèle profondément impopulaire parmi les architectes (le président du Royal Institute of British Architects, Reginald Blomfield, critique le design du pont avec véhémence en 1921). Peu de personnes soutiennent la conservation du vieux pont. En 1926, la Royal Commission on Cross-river Traffic recommande la reconstruction ou le remplacement de Chelsea Bridge.

## Le nouveau Chelsea Bridge

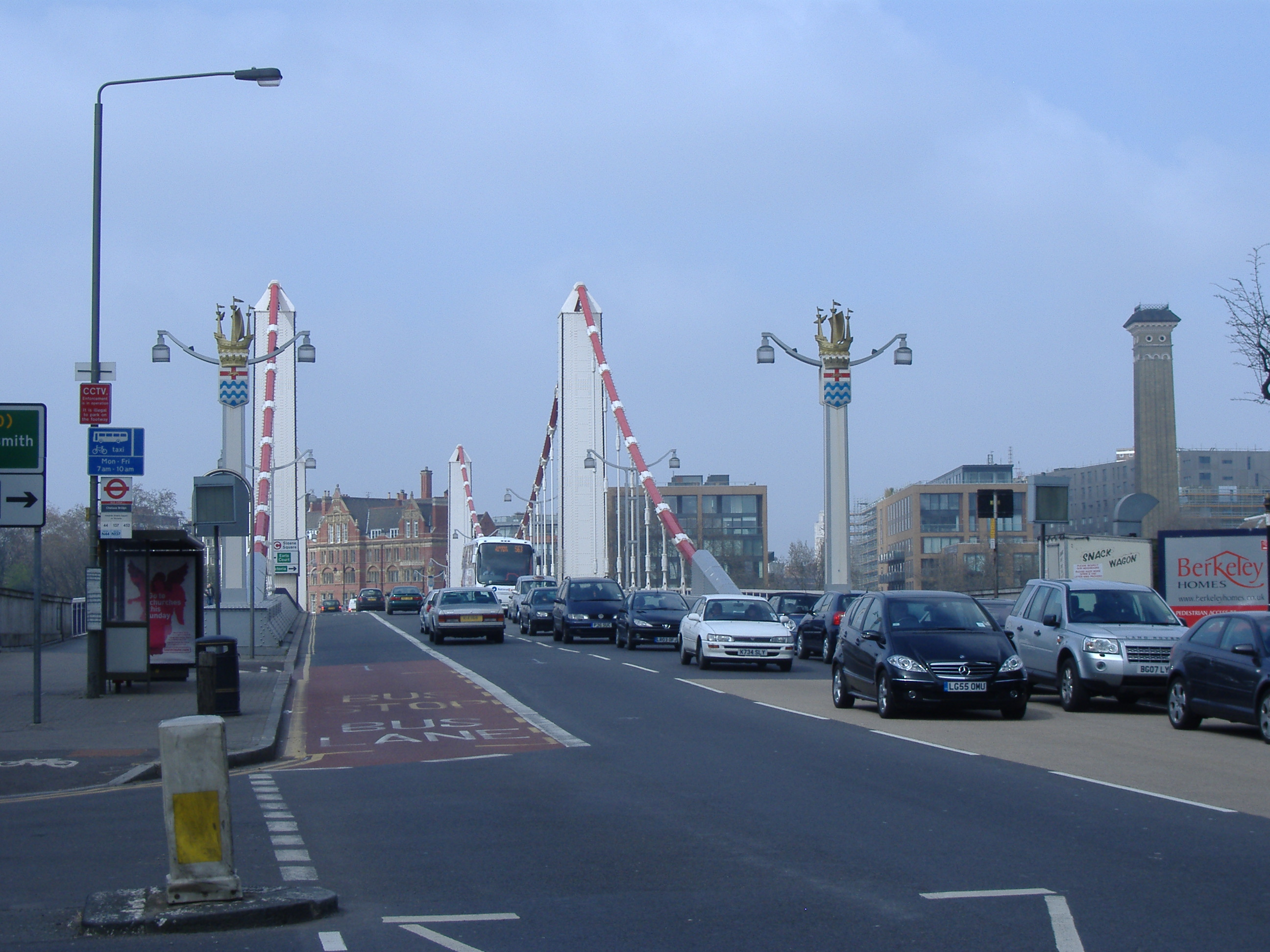
Dotée de quatre voies de circulation, la route de Chelsea Bridge est plus large que celle du précédent pont.

En 1931, le London County Council propose la démolition de Chelsea Bridge, et son remplacement par un pont moderne à six voies, pour un coût de 695 000 £ (soit 35 millions de £, avec inflation corrigée). À cause des difficultés nées de la Grande Dépression, le ministère des transports refuse de financer le projet, et le London County Council ne parvient pas à réunir les fonds nécessaires ailleurs. Cependant, pour encourager la création d’emplois à Battersea qui avait sévèrement souffert de la dépression, le ministère des transports accepte d’assurer 60 % des coûts d’un pont moins cher, avec quatre voies, pour un coût de 365 000 £ (soit 18,4 millions de £, avec inflation corrigée), à la condition que tous les matériaux utilisés pour construire le pont proviennent de l’Empire britannique.

### Design et construction

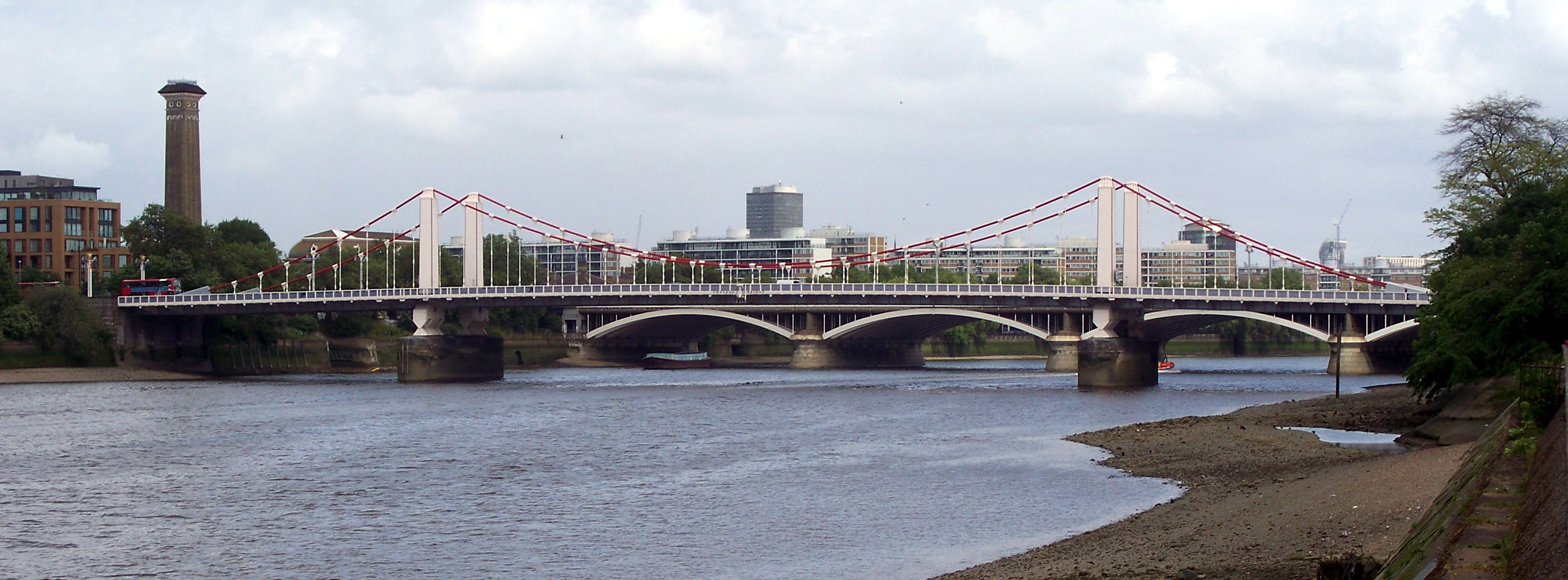
Unique pont suspendu auto-ancré à Londres, Chelsea Bridge n'a pas de culée

En 1934, une passerelle temporaire, précédemment utilisée pendant les travaux de reconstruction de Lambeth Bridge, est mise en place le long de Chelsea Bridge, et la démolition commence. Le nouveau pont, aussi appelé Chelsea Bridge, est dessiné par les architectes du London County Council, G. Topham Forrest et E. P. Wheeler, et construit par Holloway Brothers (London). Avec 20 mètres, il est plus large que l’ancien pont : la route centrale fait 12 mètres, les trottoirs sont en porte-à-faux de chaque côté et font chacun 3,7 mètres. Le nouveau pont est un pont suspendu auto-ancré, le premier jamais construit au Royaume-Uni. Les contraintes horizontales sont absorbées par des poutrelles capables de se raidir sur le tablier lui-même, et les câbles de retenue ne sont pas ancrés sur le sol, ce qui soulage les culées qui sont bâties sur l’argile londonienne, molle et instable. Les estacades du nouveau pont sont construites à l’endroit des estacades de l’ancien pont, et sont faites de béton, et recouvertes de granite au-dessus du niveau du fleuve à marée basse. Chaque côté du pont possède un seul câble de retenue hexagonal, chacun fabriqué avec des câbles de 23 millimètres de diamètre attachés ensemble,. Comme promis au ministère des transports, tous les matériaux utilisés proviennent de l’Empire britannique : l’acier provient d’Écosse et du Yorkshire, le granit d’Aberdeen et de Cornouailles, les bois du tablier de Colombie-Britannique, et l’asphalte de Trinidad.

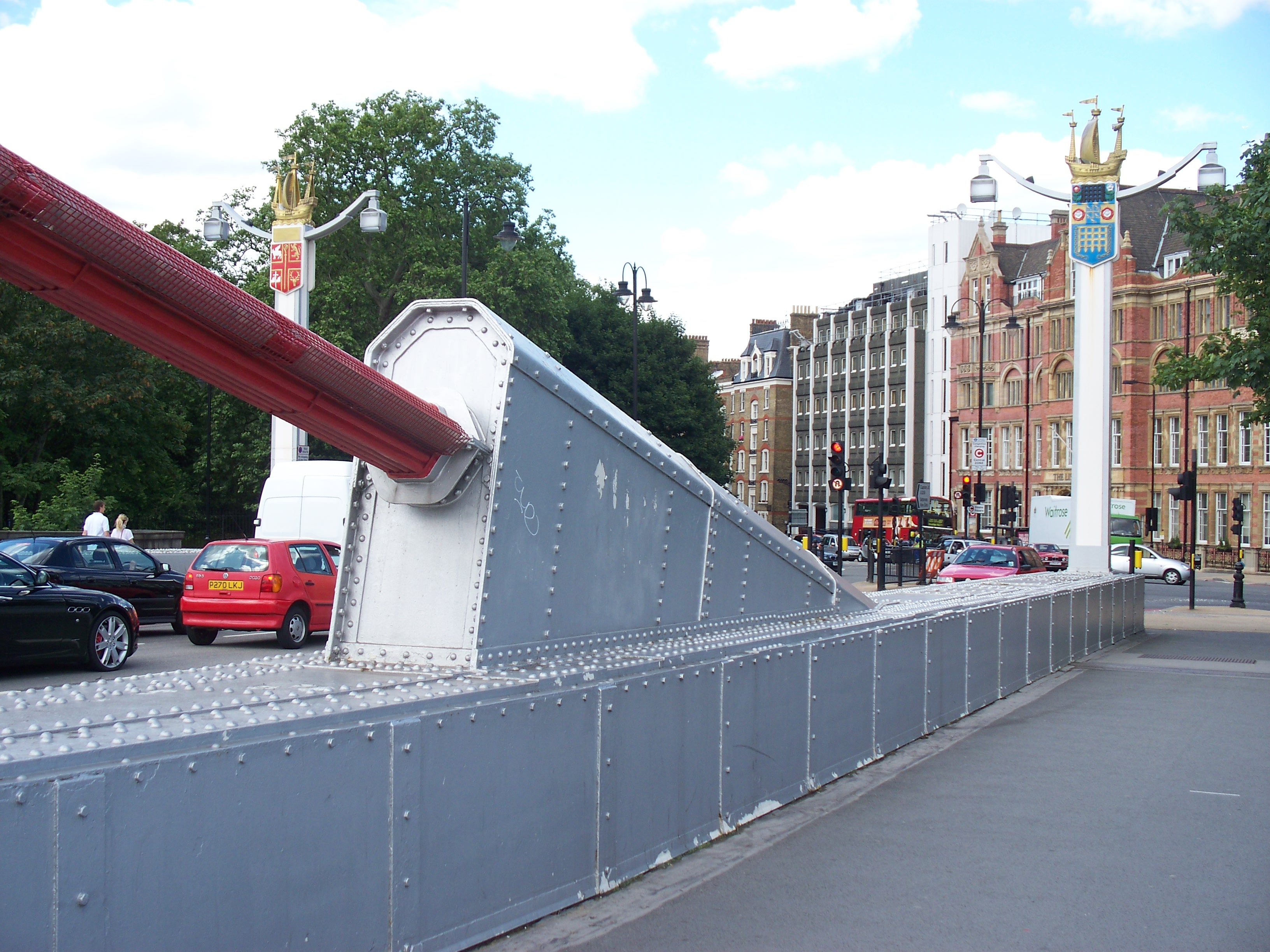
Les câbles de traction d'un pont auto-ancré sont rattachés directement au pont et non au sol.

La route est soutenue par la structure auto-ancrée, alors que les câbles de traction ne peuvent pas être installés tant que la route n’est pas construite. Pour résoudre ce problème, Topham bâtit la route en plusieurs sections, sur de grandes barges. Elles sont mises à l’eau à marée basse, puis le reflux de la marée soulève la route au-dessus des estacades, pour la mettre en place,.
La récente Battersea Power Station domine alors le paysage, et l’apparence générale du Chelsea Bridge est donc jugée peu importante. Par contraste avec les nombreux ornements de l’ancien pont, le nouveau a un modèle strictement utilitaire et les seules décorations sont quatre réverbères, deux à chaque entrée. Chacun d’eux est orné d’un galion doré au-dessus d’un blason. Les faces extérieures des quatre lampadaires portent le blason du London County Council au Lion d’Angleterre, de la Croix de saint Georges et des lignes ondées horizontales représentant la Tamise. Les faces intérieures de côté sud montrent la colombe de la paix du Metropolitan Borough of Battersea, celle du coin nord-ouest montrent le taureau ailé, le lion, les têtes de sanglier et le cerf du Metropolitan Borough of Chelsea, et celle du coin nord-est montrent la herse et les roses Tudor du Metropolitan Borough of Westminster.

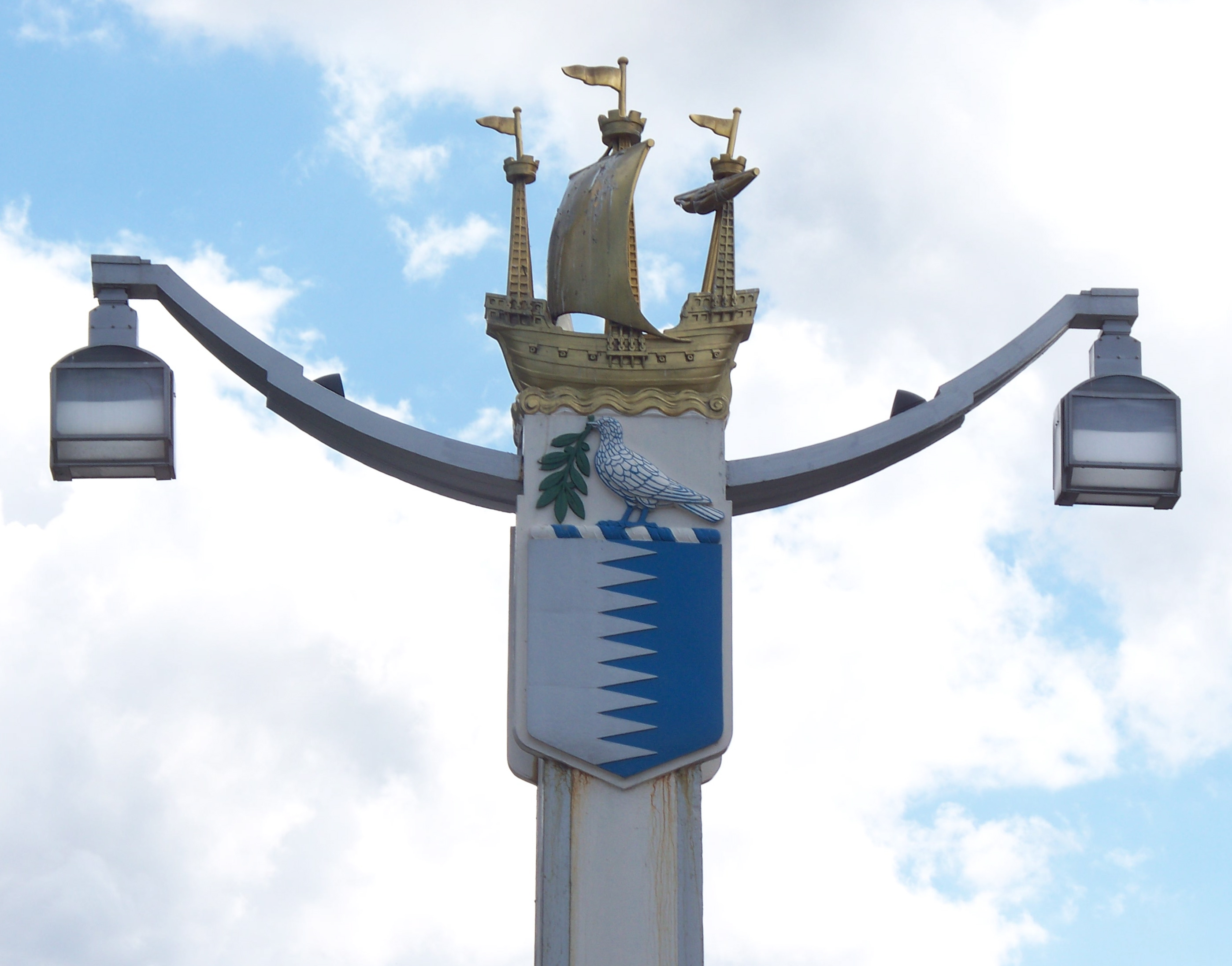
Blason du Metropolitan Borough of Battersea sur un réverbère de Chelsea Bridge.

Le nouveau pont est terminé cinq mois avant la date prévue, en respectant le budget initial de 365 000 £. Il est inauguré le 6 mai 1937 par le premier ministre du Canada, William Lyon Mackenzie King, présent à Londres pour le couronnement de George VI.

### Le pont temporaire
Deux ans après l’ouverture du pont, la Seconde Guerre mondiale éclate. À cause de sa proximité avec les Chelsea Barracks, il paraît probable que les bombardiers ennemis prennent pour cible les trois ponts routiers de la zone, et un pont temporaire est bâti en parallèle du Chelsea Bridge. Tout comme les quatre autres ponts temporaires construits à cette période, il est fait de poutrelles d’acier soutenues par des pieux en bois. En dépit de sa frêle apparence, la structure est robuste, et capable de porter des tanks et autres équipements militaires de poids important. Finalement, aucune attaque aérienne n’a lieu, et les trois ponts ont survécu à la guerre sans le moindre dommage. Le pont temporaire est démantelé en 1945.

### Les gangs motocyclistes
Au début des années 1950, Chelsea Bridge devient le lieu de rendez-vous préféré pour les motocyclistes, qui font des courses sur le pont les vendredis pendant la nuit. Le 17 octobre 1970, une bagarre sérieuse se déroule sur le pont, entre les membres des Hells Angels de Chelsea et d’Essex, et leurs gangs rivaux, les Rod Rats, les Nightingales, les Windsor Angels et les Jokers,. Environ cinquante personnes prennent part à la bataille, avec des chaînes de moto, des couteaux automatiques et au moins un fléau à clous. Un membre des Jokers est mortellement blessé par un fusil à canon scié, et vingt des personnes présentes sont condamnées à des peines de prison de un à dix ans.

## Aujourd’hui

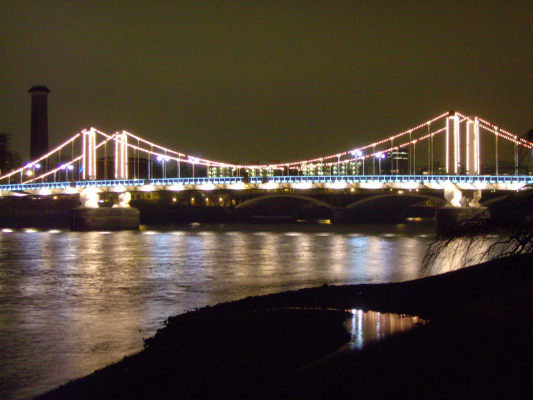
Les illuminations de Chelsea Bridge

Dans les années 1970, Chelsea Bridge est peint en blanc et rouge, ce qui provoque la réaction des supporters du club de football Chelsea, car le pont est aux couleurs du rival Arsenal. En 2007, il est peint à nouveau en rouge, bleu et blanc, couleurs moins controversées. Chelsea Bridge est maintenant illuminé par-dessous la nuit, et 285 mètres de diodes électroluminescentes sont attachés le long des pylônes et des câbles de retenue, en complément des illuminations du proche Albert Bridge. Bien que les motocyclistes continuent de se retrouver sur le pont, les plaintes du voisinage quant au bruit ont abouti au raccourcissement de leurs courses,.
Chelsea Bridge est un monument classé de grade II (édifice d’intérêt spécial) depuis 2008, ce qui lui offre une protection contre les dégradations futures. Battersea Park conserve encore l’agencement voulu par Cubitt et Pennethorne, et offre une esplanade le long de la Tamise, ainsi qu’une avenue principale qui traverse le centre du parc, et de nombreux enclos d’animaux.
Au sud-est du pont, une nouvelle zone résidentielle de 600 logements appelée Chelsea Bridge Wharf est construite. Elle fait partie d’un plan à long terme pour réaménager les anciens sites industriels depuis longtemps abandonnés autour de Battersea Power Station.

### Battersea Footbridge

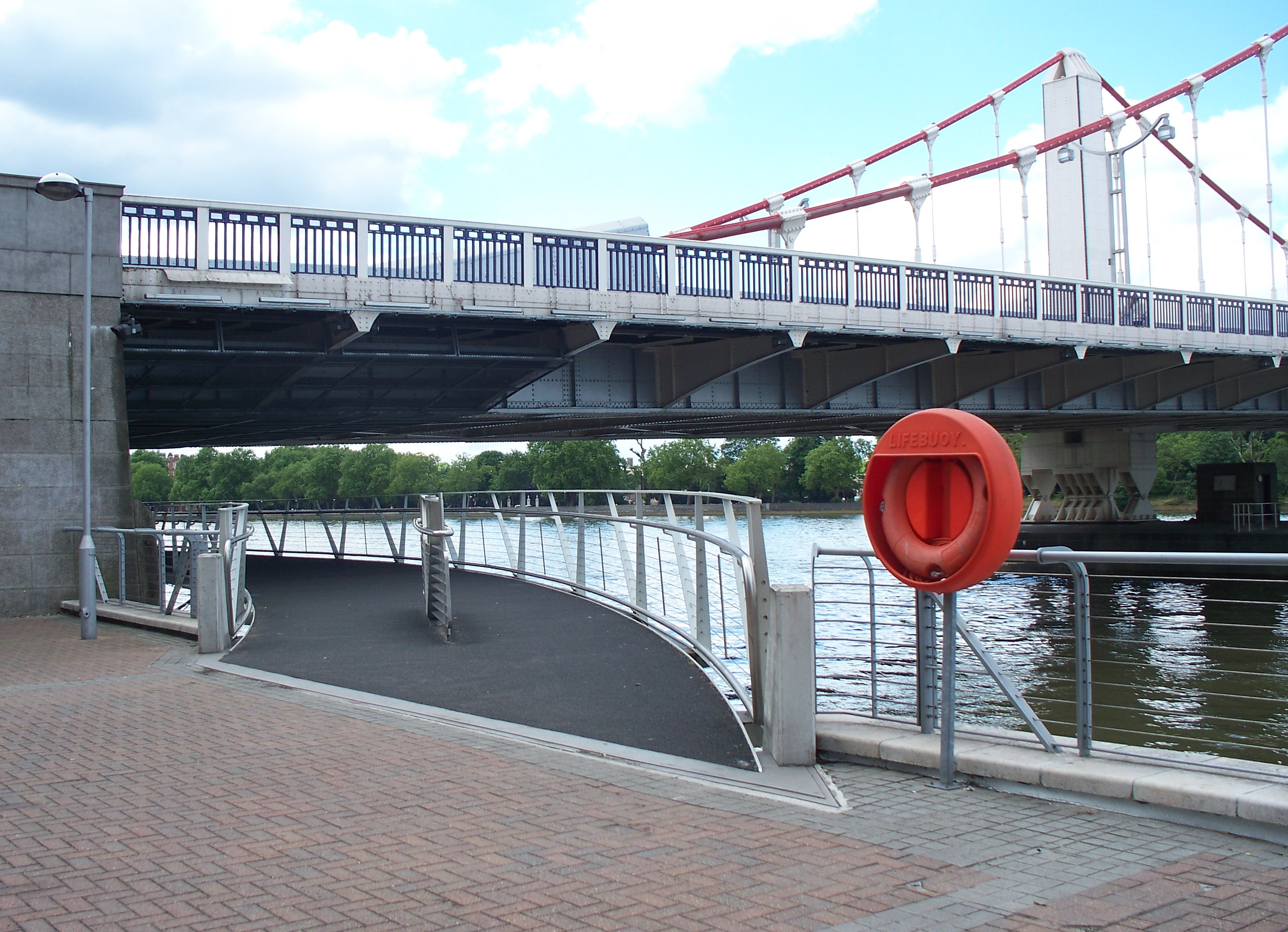
La passerelle de Battersea passe en dessous de Chelsea Bridge.

Pour relier les nouvelles infrastructures autour de Battersea Power Station avec Battersea Park, une nouvelle passerelle incurvée est construite en 2004 en dessous de l’extrémité sud de Chelsea Bridge. Les quatre sections de la passerelle n’ont pas été construites sur place, et ont été transportées par route au King George V Dock, où les quatre morceaux ont été assemblés, et l’ensemble terminé a ensuite été amené par le fleuve. Il est prévu qu’une fois les bords de la Tamise ouverts au public dans cette zone, quand la requalification des environs de Battersea Power Station en zone commerciale sera terminée, le nouveau pont fera partie du Thames Path,. La passerelle surplombe la Tamise sur 10 mètres, et son coût de construction est de 600 000 £.

### CS8 Cycle Superhighway
Chelsea Bridge est maintenant une composante majeure du CS8 Superhighway, de Wandsworth à Westminster, et possède donc une piste cyclable bleue obligatoire dans chaque direction.